# 瓦西·阿克拉姆
瓦西·阿克拉姆（英語：Wasim Akram，1966年6月3日—）是巴基斯坦頂級板球运动员、国家板球隊的前隊長、運動評論員及電視節目人物。他是世界公認為板球史上最伟大的投球手之一。
他退役後經常在各種電視節目出現，亦是巴基斯坦本地球隊木尔坦苏丹的教练。阿克拉姆和澳洲籍妻子莎涅拉育有一女，亦和病逝的首任妻子育有兩名兒子。